# کیریل یکم
کیریل یکم (روسی: Кирилл؛ زاده ۲۰ نوامبر ۱۹۴۶) با نام اصلی ولادیمیر میخائیلوویچ گوندیایف (Владимир Михайлович Гундяев) اسقف کلیسای ارتدکس روسی است.

## دیدار تاریخی با رهبر کلیسای کاتولیک رم
وی در ۱۳ فوریه ۲۰۱۶ (۲۴ بهمن ۱۳۹۴) با پاپ فرانسیس، رهبر کلیسای کاتولیک رم در هاوانا پایتخت کوبا، دیدار کرد. از قرن یازدهم میلادی که دو شاخه غربی و شرقی مسیحیت، کلیسای کاتولیک رم و کلیسای ارتدوکس روسیه، از هم جدا شدند این نخستین بار است که رهبران دو کلیسا با هم دیدار کردند.
طبق برنامه‌ریزی، پاپ فرانسیس سر راه سفر به مکزیک در کوبا توقف کرد و آن‌جا با بطریق کیریل در فرودگاه هاوانا ملاقات کرد. کوبا که مذهب رایج در آن مسیحیت کاتولیک است، در دهه‌های اخیر در حوزه نفوذ شوروی و سپس روسیه بوده است و از این بابت جای خوبی برای چنین تجدید دیداری بود.